# Ctenarytaina obscura
Ctenarytaina obscura är en insektsart som först beskrevs av Walter Wilson Froggatt 1903.  Ctenarytaina obscura ingår i släktet Ctenarytaina och familjen rundbladloppor. Inga underarter finns listade i Catalogue of Life.